# Afra Gomes
Afra Gomes (Rio de Janeiro, 1973) é um é jornalista, ator, autor, diretor teatral e televisivo brasileiro.
Fez inúmeros trabalhos em teatro com espetáculos como "O Futuro Era Hoje" e "All The Jazz". Os espetáculos "Terror Show" (2003), "No Conjugado" (2004 a 2006) e "Pout-PourRir" (2007) marcaram os primeiros trabalhos de sua parceria com Leandro Goulart. Foi a partir de "No Conjugado" que a dupla de autores e diretores ficou conhecida por sua ousadia e irreverência - a peça era encenada dentro de um apartamento de verdade em Botafogo, zona sul do Rio de Janeiro, e revelou as atrizes Mariana Santos, Simone Debet, Rodrigo Sant'Anna e Juliana Guimarães. A dupla é também responsável pelo primeiro programa humorístico do Canal Brasil, o MMPT (onde Mariana Santos, na pele de Glória Dutra, interrompia a programação do canal com propostas absurdas), e lançaram o Prêmio Urubu de Coco com categorias inusitadas para o cinema nacional, com participações de Lucélia Santos, Lázaro Ramos, Flávio Bauraqui, Suely Franco, Ângelo Antônio, Dira Paes, André Gonçalves, entre outros. No teatro também foi responsável pela direção da comédia "Pout-PouRir", peça que revelou grandes nomes como "Mariana Santos", "Luis Lobianco"; "Katiuscia Canoro", dentre outros; "Boca Rosa- A Peça", estrelada pela blogueira Bianca Andrade, com mais de 6 milhões de seguidores; "Garotos", revelando os atores Ícaro Silva, Gabriel Leone, José Loreto, Bruno Guedes, dentre outros; "Meninos e Meninas" - revelando Bruno Gadiol, Nicolas Prattes, Leonardo Cidade, Ana Carolina Rosa, Mariana Ferrarezi, dentre outros. No cinema, assina o roteiro de dois longas em processo de captação. Em 2017 lançou na Bienal a obra "Meninos e Meninas - O Livro", que está sendo preparado para virar série. Somam ainda em seu currículo 02 prêmios (PJB - Prêmio Jovem Brasileiro) pelas peças "Meninos e Meninas" e "Boca Rosa - A Peça".